# フセヴォロド・ルードネフ

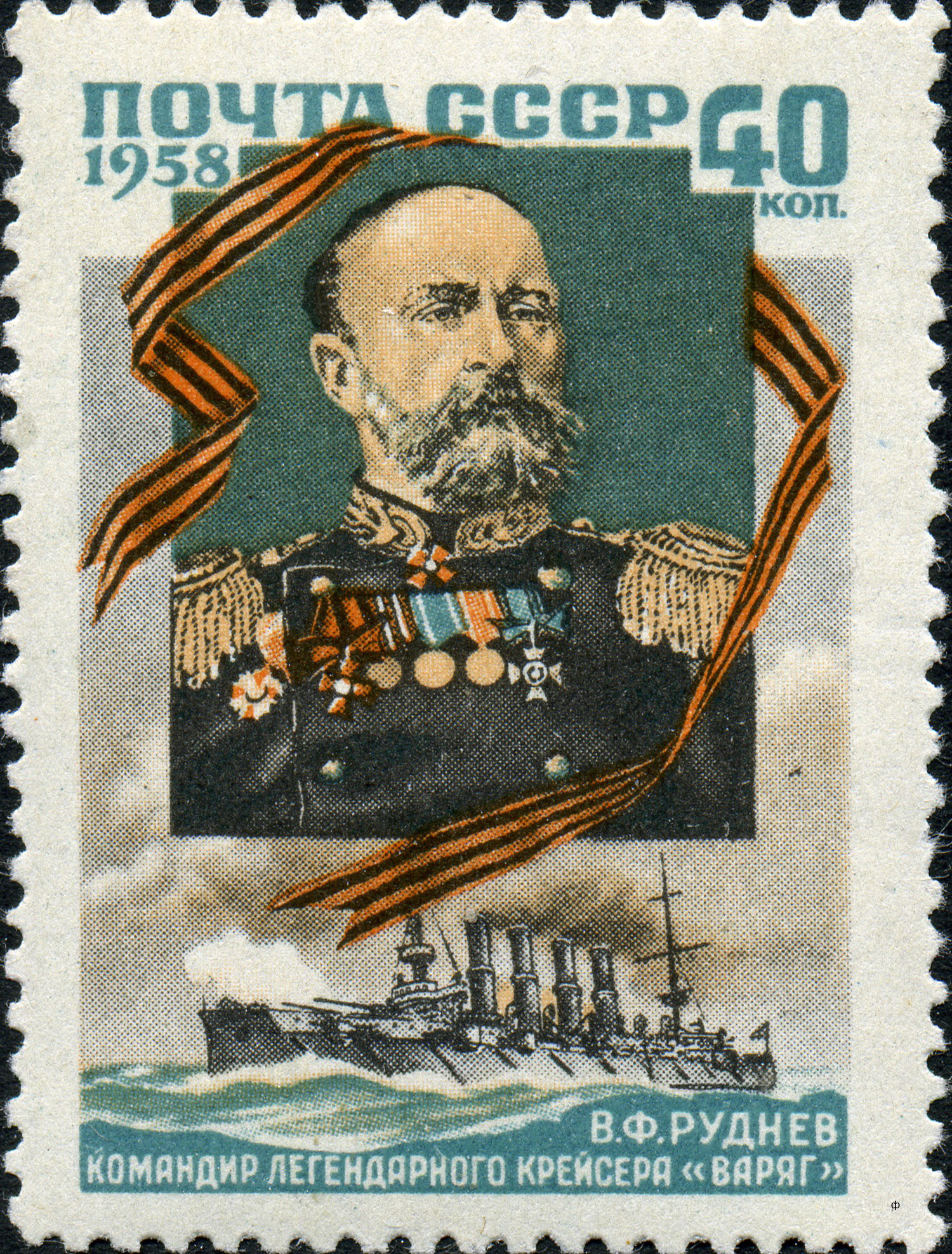
ルードネフを顕彰したソ連の切手。下の船は「ヴァリャーグ」（1958年）

フセヴォロド・ルードネフ（ロシア語:Всеволод Федорович Рудневフスィェーヴァラト・フョーダラヴィチュ・ルードニェフ、1855年8月19日 - 1913年7月7日）は、帝政ロシアの軍人、海軍少将である。日露戦争開戦直後の仁川沖海戦時の一等防護巡洋艦「ヴァリャーグ」の艦長であった。日本に降伏しなかったことで、ロシアでは彼と巡洋艦「ヴァリャーグ」は英雄視されている。

## 来歴
トゥーラ県ヤッツコエ村の海軍将校の家庭に生まれる。先祖代々の船乗りで、父も露土戦争の英雄である。海事学校を経て、艦隊射撃学校を卒業。1877年、准尉となる。1880年から1883年にかけて、巡洋艦「アフリカ」で世界一周航海を行った。1909年にその時の回想録を執筆している。1897年には航洋砲艦「グレミャーシチイ」艦長に任命され、小型艦艇には困難な単独世界周航を成功させている。1899年、モニター艦「チャロデイカ」艦長。
1900年、旅順港司令補佐官となる。1903年、一等防護巡洋艦「ヴァリャーグ」艦長に任命される。日露戦争初日の1904年2月8日、「ヴァリャーグ」は、航洋砲艦「コレーエツ」と共に仁川港に停泊していたが、そこへ陸軍先遣部隊の上陸支援任務を負った日本海軍の第二艦隊第四戦隊が入港してきた。日本側は陸軍部隊の上陸を終えてから「ヴァリャーグ」に事実上の挑戦状である退去勧告をしてきた。戦力的には圧倒的不利であったが、ルードネフはこれを受けて2月9日に出港、待ち構えていた日本側とで砲撃戦が開始された（仁川沖海戦）。海戦の結果、「ヴァリャーグ」は大破してルードネフ自身も重傷を負った。両艦は仁川に引き返し乗組員を上陸させた後、鹵獲を避けるために自沈した。この後、ルードネフは、中立国を経由してロシアに帰国した。
仁川沖海戦での賢明な指揮と勇気の発揮に対して、ルードネフにはゲオルギー勲章が授与され侍従武官となった。1904年4月から戦艦「アンドレイ・ペルヴォズヴァーンヌイ」艦長となる。しかし1905年11月、水兵達が勅令を議論する集会を開いたのを妨げなかった咎で、少将の階級で退役させられた。日露関係が好転した1907年、その勇敢さを賞されて明治天皇より旭日重光章を授与された。彼は受け取りはしたが、生涯身につけることはなかったという。引退先の故郷で死去した。不屈の敢闘精神の軍人として、その後のソビエト連邦・ロシア時代を通じて顕彰されている。